# Mahé (India)
Mahé (Malayalam: മയ്യഴി/Mayyazhi) is een stad, de naam van twee enclaves, en een district van en in het Indiase unieterritorium Puducherry. Het is een voormalige Franse kolonie.
Mahé ligt vlak bij de Malabarkust, ongeveer 210 kilometer ten noorden van Kochi en wordt volledig omsloten door de deelstaat Kerala. De totale oppervlakte van het district bedraagt 9 km² en Mahé heeft 36.823 inwoners (2001).

## Geboren
- M. Night Shyamalan (6 augustus 1970), regisseur